# 安迪·钱伯斯
安迪·钱伯斯是英国作家和游戏设计师，因为在曾Games Workshop工作而知名。曾参与制作战锤40000的规则手册和原始资料，并为该游戏撰写了复式科幻小说。

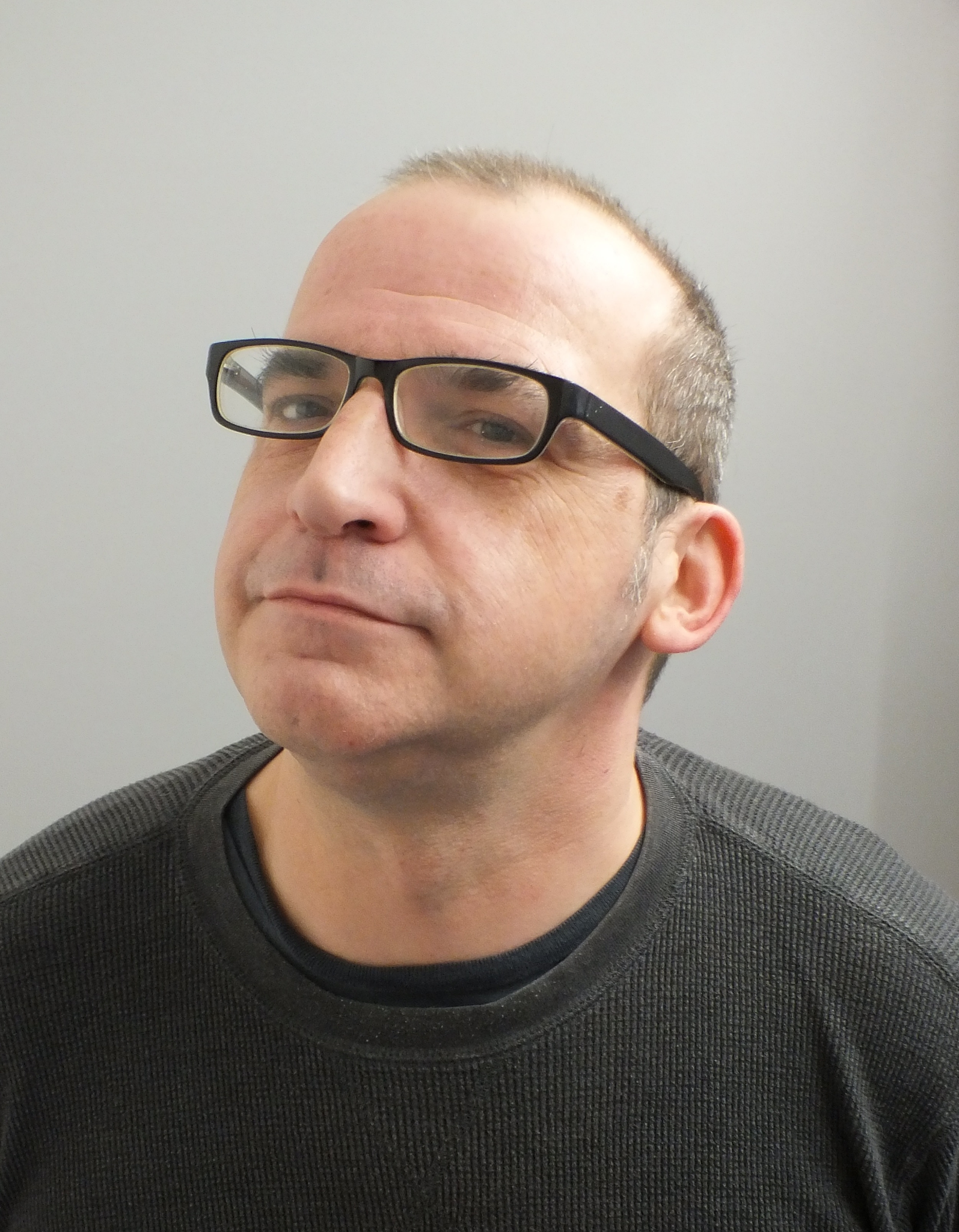
安迪·钱伯斯

2003年，安迪·钱伯斯加入Mongoose Publishing并成为星河战队桌面游戏的首席设计师。
2012年5月14日，参与的由梦幻飞行游戏发布的《Dust Warfare》的制作。
目前安迪·钱伯斯成为暴雪娱乐的首席作家，并参与《星际争霸II：自由之翼》的工作。